# Territorio de Raposo
El territorio de Raposo fue un territorio nacional de la República de la Nueva Granada creado el 4 de mayo de 1848 y extinto el 1 de junio de 1849. El territorio estaba ubicado alrededor de la bahía de Buenaventura en el Pacífico, y comprendía los pueblos de Buenaventura, Calima, Raposo y Yurmanguí.